# アカデミー国際長編映画賞ニュージーランド代表作品の一覧
ニュージーランドは2011年に初めてアカデミー国際長編映画賞に映画を出品した。アカデミー外国語映画賞はアメリカ合衆国の映画芸術科学アカデミー（AMPAS）が主催し、アメリカ合衆国以外の国で製作され、主要な会話が英語以外で占められた長編映画を対象としており、1956年度より設置されている。

## 代表作
1956年よりAMPASは外国語映画賞を設置し、各国のその年最高の映画を招待している。外国語映画賞委員会はプロセスを監視し、すべての応募作品を評価する。その後、委員会は5つのノミネート作品を決定するために秘密投票を行う。以下はニュージーランドの代表作品の一覧である。
| 年 （授賞式）   | 日本語題                  | 出品時の英題        | 原題                | 言語           | 監督               | 結果 |
| --------------- | ------------------------- | ------------------- | ------------------- | -------------- | ------------------ | ---- |
| 2011 （第84回） | サイリの決断              | The Orator          | O Le Tulafale       | サモア語       | トゥシ・タマセセ   | 落選 |
| 2013 （第86回） |                           | White Lies          | Tuakiri Huna        | マオリ語       | ダナ・ロットバーグ | 落選 |
| 2014 （第87回） | ザ・ラスト・ウォーリアー  | The Dead Lands      | The Dead Lands      | マオリ語       | トア・フレイザー   | 落選 |
| 2016 （第89回） |                           | A Flickering Truth  |                     | ダリー語       | Pietra Brettkelly  | 落選 |
| 2017 （第90回） |                           | One Thousand Ropes  | One Thousand Ropes  | サモア語       | トゥシ・タマセセ   | 落選 |
| 2018 （第91回） |                           | Yellow Is Forbidden | Yellow is Forbidden | 中国語         | Pietra Brettkelly  | 落選 |
| 2022 （第95回） | ザ・フォーギブン 襲撃地帯 | Muru                | Muru                | マオリ語、英語 | テアレパ・カヒ     | 落選 |